# Héraclée de Trachis
Héraclée de Trachis, grec ancien Ἡράκλεια ἡ ἐν Τραχῖνι, est une ville de Thessalie, au sud est, près du mont Œta et du golfe Maliaque. 
Elle formait aux temps mythologiques un petit État appelé Trachinie, que soumit Héraclès. C'est là que demeurait Déjanire, femme du héros, et qu'Héraclès revêtit la fatale tunique de Nessos. Une tragédie de Sophocle, qui représente la mort d'Hercule, est intitulée Les Trachiniennes.

## Source
Cet article comprend des extraits du Dictionnaire Bouillet. Il est possible de supprimer cette indication, si le texte reflète le savoir actuel sur ce thème, si les sources sont citées, s'il satisfait aux exigences linguistiques actuelles et s'il ne contient pas de propos qui vont à l'encontre des règles de neutralité de Wikipédia.